# Saint-Pierre-de-Jards
Saint-Pierre-de-Jards település Franciaországban, Indre megyében. Lakosainak száma 98 fő (2022. január 1.). Saint-Pierre-de-Jards Chéry, Massay, Nohant-en-Graçay, Giroux, Luçay-le-Libre és Reuilly községekkel határos.

## Népesség
A település népessége az elmúlt években az alábbi módon változott:
| Lakosok száma | 239  | 157  | 135  | 128  | 113  | 121  | 122  | 109  | 102  | 98   |
|               | 1968 | 1982 | 1990 | 2006 | 2013 | 2015 | 2017 | 2019 | 2020 | 2022 |